# 松平昌勝
松平 昌勝（まつだいら まさかつ）は、江戸時代前期の大名。越前国松岡藩初代藩主。松岡松平家の祖。官位は従四位下・中務大輔。

## 生涯
寛永13年（1636年）3月11日、越前福井藩主・松平忠昌の長男（庶長子）として江戸にて誕生した。多賀谷村広が傅役を命じられた。
忠昌の死後、その遺言により正保2年（1645年）に5万石を分与され、慶安元年（1648年）に芝原と呼ばれていた地を松岡と改め、松岡藩を立藩した。3年ほどかけて松岡館が建てられた。同年12月31日、従五位下・中務大輔に叙任する。慶安4年（1651年）には昌勝、光通、昌親の兄弟揃って、日光の家光廟普請の手伝いを命じられている。
承応2年（1653年）、祖母を偲んで領内に永平寺末寺として清涼山天龍寺を建立した。寺の山号は祖母の清涼院から取られ、寺名の天龍寺は、住職が以前にいた江戸品川の天龍寺から名づけられた。松岡藩主家の菩提寺であり、のち昌勝の子が福井藩を継ぐと、福井藩の菩提寺の一つとなった。また、この前後に領内の治水を行うと共に松岡館に外濠を掘り、土居（土塁）をめぐらせ拡充した。寛政4年（1792年）7月27日、昌勝百回忌を記念して昌勝の像が作られ、同寺に安置された。現在も寺内には昌勝を祀る「御像堂」があり、現在でも毎年「御像祭」が行われ、その際に一般公開されている。
承応3年（1654年）、松岡に初入部した。地元では温厚で、領民に対し気さくな人柄であったとの話が残る。乗馬などの武芸以外にも、川での漁、鵜飼い、水泳、相撲に博奕、和歌などを好んだともされる。また、殖産興業に勤め、特に鋳物の産業が発展した。寛文3年(1663年)12月28日には従四位下に上った。貞享3年（1686年）に正式に福井藩から独立経営することを認められた。
その後も本家の家督を継げなかったことに不満を持ち、たびたび本藩に介入し、後に起こる福井藩の家督騒動の一因を作ることとなった。光通の死後はさらに弟の昌親が相続し、昌勝が福井藩の藩主になることは最後までなかった。
元禄6年（1693年）7月27日に江戸浅草の屋敷にて58歳で死去し、跡を三男・昌平（後の宗昌）が継いだ。
『土芥寇讎記』に拠れば、「分限より奢り、美少年を好み、常に酒宴を催していた」が、「今のところ悪事を働いていないので、中の下の将」であるとされている。

## 系譜
- 父：松平忠昌（1598年 - 1645年）
- 母：幾久（? - 1672年） - 白石信継の娘
- 正室：菊姫（? - 1661年） - 松平定行の三女
  - 長男：松平綱昌（1661年 - 1699年）
- 側室：葉津（? - 1684年） - 中根好貞の娘
  - 次男：鍋千代（1669年 - 1671年）
  - 長女：菊（1673年 - 1703年） - 諏訪忠虎正室
  - 三男：松平宗昌（1675年 - 1724年） - 前名：昌平
  - 四男：松平昌純（1677年 - 1704年）
  - 三女：与津（1679年 - 1705年） - 大田原清信正室
  - 七男：松平昌賁（1681年 - 1709年）
- 側室：蓮香院/変成院（? - 1730年） - 上坂政悦の娘
  - 次女：理与（1676年 - 1681年）
  - 五男：千之助（1678年 - 1678年）
  - 四女：菅（1680年 - 1717年） - 松平吉透正室
- 側室：智高院（? - 1749年） - 秋山安大夫の娘
  - 六男：松平吉邦（1681年 - 1722年） - 前名：昌邦、松平昌親の養子